# عقد 1600
عقد 1600 هو عقد امتد بين 1 يناير 1600 و31 ديسمبر 1609 بحسب التقويم الميلادي. سبقه عقد 1590 ولحقه عقد 1610.

## أحداث
- مؤامرة البارود (1605)
- قائمة قرارات مجلس أمن الأمم المتحدة من 1601 إلى 1700 (1601)
- الرابطة الكاثوليكية (1609)
- معركة سيكيغاهارا (1600)
- معركة أرومية (1604)
- معركة ميراسلاو (1600)

## مواليد
- نيكولاس سانسون (1600)
- تشارلز الأول ملك إنجلترا (1600)
- صائب التبريزي (1601)
- محمد هفاي أسكفي (1601)

## وفيات
- توماس ناش (1601)
- باقي (1600)
- جورج يبلر (1600)
- ريتشارد هوكر (1600)
- جوردانو برونو (1600)
- توماس شيلتون (1601)

## كتب
- Yves Denis Papin (1998). Chronologie de l'histoire ancienne. Lieu de publication non identifié: Éditions Jean-paul Gisserot. ISBN:2-87747-346-5. OCLC:40746926. مؤرشف من الأصل في 2022-03-16.
- موسوعة حضارة العالم (2002) لأحمد محمد عوف.

## روابط خارجية
- تصفح سنة بسنة عقد 1600 على موقع onthisday.com
- تصفح سنة بسنة عقد 1600 ابتداءً من سنة عقد 1600 على موقع المكتبة الوطنية الفرنسية